# 黎高朗
黎高朗（越南语：／；？年—？年），又作高朗（越南语：／），字令甫（越南语：／），號圓齋（越南语：／），越南阮朝官員。

## 生平
黎高朗是清華鎮弘化縣月圓社（今屬清化省弘光社月圓村）人，生平不詳。據陳文玾考證，黎高朗與吳高朗、高朗、高圓齋是同一個人。據《月圓黎族世譜》介紹，黎高朗早年在山西鎮求學。嘉隆六年，以“吳高朗”（Ngô Cao Lãng）之名參加山西場鄉試，考中鄉貢，後擔任北城懷德知府。紹治元年（1841年），黎高朗響應紹治帝搜求遺書的詔令，向阮朝朝廷獻《故黎事跡》四冊。

## 作品
黎高朗著有《歷朝雜記》、《國朝處置萬象事宜錄》、《黎朝歷科進士題名碑記》、《圓齋詩集》、《圓齋文集》等。